# Dartmouth (Massachusetts)
Dartmouth város az USA Massachusetts államában, Bristol megyében. Lakosainak száma 33 783 fő (2020. április 1.).

## Népesség
A település népességének változása:

| 2010 | 34 032 |
| 2020 | 33 783 |